# Marco Antonio Solís
Marco Antonio Solís Sosa (Michoacán, 29 de dezembro de 1959) é um cantor, compositor e produtor musical mexicano. Com mais de 40 anos de carreira, acumulou diversos prêmios, incluindo cinco Grammy Latino, dois Lo Nuestro Awards e possuí uma estrela na Calçada da Fama de Hollywood. Seu terceiro disco, Trozos de mi alma (1999), vendeu cerca de 598 mil cópias nos Estados Unidos e é um dos discos de música latina mais vendidos no país. Entre seus trabalhos fora da música, participou como mentor no programa La Voz... México (2013) e atuou como dublador no filme Coco (2017).